# SK플라즈마
SK플라즈마 주식회사(영어: SK Plasma)는 SK그룹 산하의 혈장 분획 기업으로, 본사는 경기도 성남시 분당구 판교로 310에 있다.

## 역사
2015년 SK케미칼 Life Science 사업부에서 분할 설립되었다. 2024년 한앤코와 한국투자파트너스 PE본부가 각각 1380억원, 150억원의 신규 자금을 투입할 계획이고 한앤코는 회사의 구주도 120억원어치 인수할 계획이다.

## 사업
한국 혈액제제 시장의 과점 사업자이다.
- 혈액제제 개발, 제조 및 공급: 알부민, 면역글로불린, 혈액응고인자 등 혈액제제를 개발하고 제조 및 공급
- 임가공 제품 공급: 위탁 생산 전문 기술을 통해 임가공 제품을 공급
- 토탈 솔루션 제공: 혈장수집센터 및 혈장분획센터 설립을 위한 프로젝트를 수행
- 신약 개발